# Пони (Илиноис)
Пони (енгл. Pawnee) град је у америчкој савезној држави Илиноис.

## Демографија
По попису из 2010. године број становника је 2.739, што је 92 (3,5%) становника више него 2000. године.
| Група             | 2000.         | 2010.         |
| Белци             | 2.610 (98,6%) | 2.622 (95,7%) |
| Афроамериканци    | 4 (0,2%)      | 12 (0,4%)     |
| Азијати           | 5 (0,2%)      | 2 (0,1%)      |
| Хиспаноамериканци | 8 (0,3%)      | 36 (1,3%)     |
| Укупно            | 2.647         | 2.739         |